# Línea Providence/Stoughton
La Línea Providence/Stoughton (en inglés: Providence/Stoughton Line) es una de las doce líneas del Tren de Cercanías de Boston. La línea opera entre las estaciones Estación del Sur y en el Ramal Providence en Wickford Junction y del Ramal Stoughton en Stoughton, iniciando desde Boston, Massachusetts a North Kingstown, Rhode Island.